# Zawara (Burkina Faso)
Pour les articles homonymes, voir Zawara.
Pour le département et la commune rurale, voir Zawara (département).
Zawara est un village et le chef-lieu du département et la commune rurale de Zawara, situé dans la province du Sanguié et la région du Centre-Ouest au Burkina Faso.

## Géographie
Zawara est accessible par la route nationale 1 depuis Laba située à environ 10 km. Cependant, durant de nombreuses années cet accès a été fortement perturbé chaque année à la saison des pluies par la crue des cours d'eau – en particulier du Bolo – entre les deux villes, laissant Zawara très enclavée. Des travaux ont été entrepris en 2013 pour la construction d'une nouvelle portion de route en remblais formant un pont – sur une longueur de 1,5 km pour un coût de plus de 555 millions de francs CFA, financé par l'État – et l'ouvrage est inauguré le 16 octobre 2014 par l'initiateur du projet, le Premier ministre Luc-Adolphe Tiao.

## Histoire
Louis-Gustave Binger y entre « de bonne heure » le 30 mai 1888. Il écrit : « Diabéré ou Zabéré [sic] est un village très curieux à visiter ; il se compose d'un village ordinaire et d'un village souterrain ; les rez-de-chaussée sont partout si bien enterrés et les ouvertures si bien dissimulées qu'il peut arriver de loger au premier sans le savoir. On entre dans le village souterrain par une seule ouverture visible, près de la case du chef du village, dans une rue centrale ; mais de toutes les cases on y pénètre par un trou rond de 50 centimètres de diamètre semblable aux bouches des monte-charges des navires de guerre. On peut communiquer partout souterrainement et il est facile de s'égarer dans ce dédale de chambres mal éclairées ne recevant qu'un jour douteux... ». Il quitte le village durant la nuit du 31 mai.

## Éducation et santé
Le village accueille un centre de santé et de promotion sociale (CSPS).

## Culture
La culture bwa est particulière présente et vivante dans le village avec ses masques en bois et en feuillage ainsi que de ses danses rituelles.

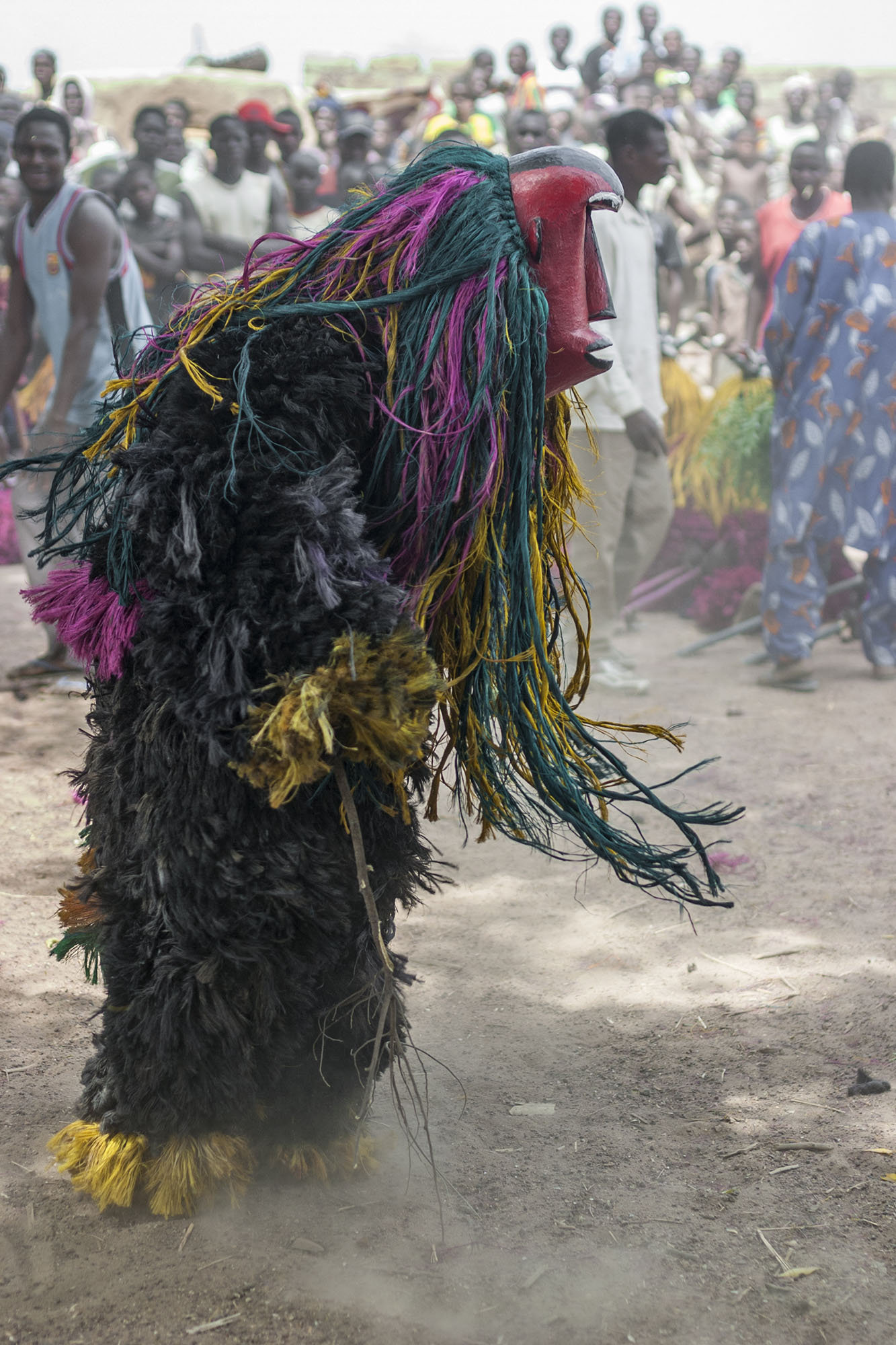
Masque singe bwa à Zawara.